# Josef Hřebík
Josef Hřebík (* 29. března 1956, Kladno) je český římskokatolický kněz, biblista-starozákoník, vysokoškolský pedagog a sídelní kanovník Kolegiátní kapituly Všech svatých na Hradě pražském.

## Život
Středoškolské vzdělání získal v Gymnázium na Kladně, které zakončil maturitou v roce 1975. Dále se věnoval studiím na Jazykové škole v Praze. V letech 1976–1981 studoval ke kněžství na Cyrilometodějské bohoslovecké fakultě univerzity Karlovy se sídlem v Litoměřicích. Na kněze byl vysvěcen v Praze v roce 1981 kardinálem Františkem Tomáškem. Dále působil v duchovní správě postupně na čtyřech místech pražské arcidiecéze (1981–1983 Kolín, 1983–1987 Mníšek pod Brdy, 1987–1990 Praha-Strahov, 1990–1992 Hostivice). Vedle výuky na KTF UK je též výpomocným duchovním farnosti Kladno-Rozdělov.

## Akademické působení
Roku 1990 byl povolán k výuce Starého zákona do Litoměřic a po reinkorporaci Katolické teologické fakulty do svazku Univerzity Karlovy pokračoval ve výuce jako odborný asistent na Katedře biblických věd Katolické teologické fakulty Univerzity Karlovy, kde působil do roku 1992. Své další vzdělání prohloubil na papežském biblickém institutu (Pontificio Istituto Biblico Roma) v Římě, které zakončil licenciátem biblických věd s titulem S.S.L. za jménem. Od roku 1996 opět pedagogicky působil jako odborný asistent na Katedře biblických věd na Katolické teologické fakulty Univerzity Karlovy v Praze. V roce 1996 vyšel také jeho překlad z francouzštiny dokumentu Papežské biblické komise: Výklad bible v církvi, na němž spolupracoval s Jaroslavem Brožem. Tento dokument shrnuje a hodnotí výsledky biblického bádání za posledních padesát let, zachycuje jeho aktuální stav a naznačuje cestu katolické biblistiky do budoucna.
V roce 1997 byl jmenován vedoucím Katedry biblických věd na téže fakultě. V roce 1998 publikoval ve sborníku KTF UK své dílo v italštině: La vita donata, persa e restituita. Analisi narrativa di 2 Re 4,8-37, ve kterém podává ukázku narativní analýzy starozákonního textu, reflektujícího nejdůležitější techniky biblických vypravěčů a jejich zamýšlený účinek na čtenáře.

## Vědecká činnost
Na Katolické teologické fakultě v Praze v roce 2000 obhájil disertační práci s názvem: Lest cestou k požehnání? Pokus o nalezení hermeneutického klíče ke Gn 27,1-45 pomocí komplexní exegetické analýzy, a byl promován doktorem teologie (Th.D.). V témže roce (2000) byla tato práce oceněna nejvyšším stupněm Bolzanovy ceny UK. Jde o soubor širokého spektra exegetických metod a přístupů, aplikovaných na známý starozákonní text o Jákobově lstivém získání otcovského požehnání, s cílem maximálně pochopit smysl tohoto textu.
V roce 2001 měl semestrální stáž v Centro delle religiose v italském Trentu. Od roku 2001 je členem Catholic Biblical Association of America a korespondentem Old Testament Abstracts.
V roce 2004 vyšel jeho další překlad z francouzštiny, na kterém opět spolupracoval s Jaroslavem Brožem, dokument Papežské biblické komise s názvem: Židovský národ a jeho svatá Písma v křesťanské Bibli. Dokument uvádí ve stručném přehledu klíčová témata biblické teologie, objasňuje stanoviska křesťanské exegeze Starého zákona vzhledem ke stanoviskům židovským a postoj novozákonních autorů k biblickým Židům.
Svou habilitační práci na téma: Radost ve Starém zákoně, postavil na jím již publikovaných dílech: Bůh jako subjekt radosti ve Starém zákoně (2003) a Polarita radosti a bolesti ve Starém zákoně (2004); dvě studie, které vyšly ve sbornících KTF UK.

## Práce na biblickém projektu
V roce 2006 byl jmenován sídelním kanovníkem kolegiátní kapituly Všech svatých na Hradě pražském a 1. listopadu 2006 byl kardinálem Miloslavem Vlkem instalován.
Je autorem celé řady knih a článků zabývající se Starým i Novým zákonem a překladatelem starozákonních i současných textů. Podílí se na realizaci projektu revize a dokončení překladu Starého zákona započatého Václavem Bognerem. Na tomto týmovém projektu se podílí kolektiv současných českých katolických biblistů (roku 2006 vyšel 1. svazek – Pentateuch). Jde o překlad opatřený obšírnými výkladovými poznámkami, který by měl být reprezentativním dílem současné české katolické biblistiky.